# 슈테판 대성당
슈테판 대성당(독일어: Stephansdom)은 오스트리아 빈에 있는 로마 가톨릭교회의 성당으로 빈 대교구의 대성당이다. 오늘날 빈의 심장부인 슈테판 광장에 자리 잡고 있는 로마네스크 및 고딕 양식의 대성당은 루돌프 4세가 주도하여 지어진 것으로, 대성당이 있기 전에 있었던 두 채의 옛 성당 유적지에 세워진 것이다. 이 두 개의 옛 성당 가운데 먼저 지어진 성당은 1147년에 축성된 본당이었다. 오스트리아의 수도에 있는 가장 대표적인 종교 건물인 슈테판 대성당은 오스트리아의 역사에서 중요한 사건마다 산 증인의 역할을 해왔으며, 다양한 색상으로 꾸며진 지붕 타일 덕분에 빈을 상징하는 랜드마크가 되었다.